# Остров Нансена (архипелаг Норденшельда)
О́стров На́нсена — остров в России в Красноярском крае. Находится в Карском море. Входит в состав архипелага Норденшёльда и является частью Большого Арктического заповедника — крупнейшего в России, и одного из самых больших в мире. Назван в честь норвежского полярного исследователя Фритьофа Нансена. Во время Второй мировой войны рядом с островом проходили сражения, особенно известна операция Вундерланд. От крайней южной точки до материка, отделённого проливом Фрама — 2,3 км. Длина острова 21 км, ширина 2.5 км. Рядом находятся два малых острова, севернее остров Правды, западнее Входной. На востоке находится остров Боневи, до которого 2 км. Пролив Матисена, шириной около 8 км, отделяет остров от островов Вилькицкого. Зимой, и часто летом, остров и прибрежные воды покрыты льдами.